# Grassobbio
Grassobbio je italská obec v provincii Bergamo v oblasti Lombardie.
V roce 2013 zde žilo 6 384 obyvatel.

## Poloha
Sousední obce jsou: Cavernago, Orio al Serio, Seriate a Zanica.

## Vývoj počtu obyvatel
Zdroj: 